# デボラ・リン・スコット
デボラ・リン・スコット (Deborah Lynn Scott,1954年 - ) は、アメリカ合衆国の映画衣裳デザイナーである。「デボラ・L・スコット」とクレジットされることもある。夫は撮影監督のティム・サーステッド。1997年の『タイタニック』でアカデミー衣裳デザイン賞を受賞。

## 主な作品
- バック・トゥ・ザ・フューチャー Back to the Future (1985)
- 昨日の夜は･･･ About Last Night... (1986)
- 私立ガードマン/全員無責任 Armed and Dangerous (1986)
- フーズ・ザット・ガール Who's That Girl? (1987)
- ホッファ Hoffa (1992)
- レジェンド・オブ・フォール/果てしなき想い Legends of the Fall (1994)
- ヒート Heat (1995)
- リチャードを探して Looking for Richard (1996)
- タイタニック Titanic (1997)
- ワイルド・ワイルド・ウエスト Wild Wild West (1999)
- パトリオット The Patriot (2000)
- マイノリティ・リポート Minority Report (2002)
- バッドボーイ2 Bad Boys II (2003)
- ママが泣いた日 The Upside of Anger (2005)
- アイランド The Island (2005)
- トランスフォーマー Transformers (2007)
- ゲット スマート Get Smart (2008)
- トランスフォーマー: リベンジ Transformers: Revenge of the Fallen (2009)
- アバター Avater (2009)
- ラブ & ドラッグ Love and Other Drugs (2010)
- アメイジング・スパイダーマン2 The Amazing Spider-Man 2 (2014)